# Lisbjerg - Terp Station
Lisbjerg - Terp Station er en letbanestation beliggende sydøst for Aarhusforstaden Lisbjerg. Stationen består af to spor med hver sin sideliggende perron. Den ligger lidt sydøst for den hidtidige bebyggelse i et område, der primært er præget af marker. Området er imidlertid udlagt til byudvikling som anden etape af en ny bydel i Lisbjerg.
Strækningen mellem Lisbjerg og Lystrup, hvor stationen ligger, var forventet åbnet i begyndelsen af 2018. På grund af manglende sikkerhedsgodkendelse blev åbningen imidlertid udskudt på ubestemt tid. Godkendelsen forelå 25. april 2019, og strækningen åbnede for driften 30. april 2019.